# Mistrzostwa Polski w Kajakarstwie 2008
70. Mistrzostwa Polski seniorów w kajakarstwie – odbyły się w Bydgoszczy w dniach 30 sierpnia–31 sierpnia 2008.

## Medaliści

### Mężczyźni

#### Kanadyjki
| Konkurencja | Złoto                                                                                     | Czas    | Srebro                                                                                      | Czas    | Brąz                                                                                     | Czas    |
| C-1 200 m   | Paweł Baraszkiewicz (Posnania Poznań)                                                     | 42,30   | Paweł Skowroński (UKS Dojlidy Białystok)                                                    | 42,92   | Wojciech Tyszyński (Victoria Sztum)                                                      | 43,44   |
| C-1 500 m   | Paweł Baraszkiewicz (Posnania Poznań)                                                     | 1:51,38 | Arkadiusz Toński (OKSW Olsztyn)                                                             | 1:52,74 | Paweł Skowroński (UKS Dojlidy Białystok)                                                 | 1:53,12 |
| C-1 1000 m  | Marcin Grzybowski (Posnania Poznań)                                                       | 4:15,83 | Piotr Kuleta (Zawisza Bydgoszcz)                                                            | 4:17,73 | Bartosz Pławski (Admira Gorzów Wlkp.)                                                    | 4:20,31 |
| C-2 200 m   | Paweł Baraszkiewicz Daniel Jędraszko (Posnania Poznań)                                    | 38,89   | Łukasz Woszczyński Roman Rynkiewicz (AZS AWF Gorzów Wlkp.)                                  | 40,39   | Tomasz Kaczor Artur Zając (Warta Poznań)                                                 | 40,96   |
| C-2 500 m   | Daniel Jędraszko Marcin Grzybowski (Posnania Poznań)                                      | 1:42,41 | Łukasz Woszczyński Roman Rynkiewicz (AZS AWF Gorzów Wlkp.)                                  | 1:42,79 | Tomasz Kaczor Artur Zając (Warta Poznań)                                                 | 1:46,96 |
| C-2 1000 m  | Łukasz Woszczyński Roman Rynkiewicz (AZS AWF Gorzów Wlkp. I)                              | 3:59,34 | Paweł Baraszkiewicz Marcin Grzybowski (Posnania Poznań)                                     | 4:00,99 | Piotr Okuniewski Jakub Kubicz (AZS AWF Gorzów Wlkp. II)                                  | 4:02,64 |
| C-4 200 m   | Posnania Poznań Paweł Baraszkiewicz Daniel Jędraszko Marcin Grzybowski Radosław Sikorski  | 37,34   | AZS AWF Gorzów Wlkp. Łukasz Woszczyński Łukasz Gros Roman Rynkiewicz Michał Hertel          | 38,08   | Zawisza Bydgoszcz Marcin Kobierski Michał Ruczyński Piotr Kuleta Tomasz Nowak            | 38,53   |
| C-4 500 m   | Posnania Poznań Daniel Jędraszko Marcin Grzybowski Radosław Sikorski Przemysław Kaczmarek | 1:38,24 | AZS AWF Gorzów Wlkp. Łukasz Woszczyński Łukasz Gros Roman Rynkiewicz Michał Hertel          | 1:38,49 | Zawisza Bydgoszcz Marcin Kobierski Michał Ruczyński Piotr Kuleta Tomasz Nowak            | 1:43,17 |
| C-4 1000 m  | AZS AWF Gorzów Wlkp. I Łukasz Woszczyński Łukasz Gros Roman Rynkiewicz Michał Hertel      | 3:39,83 | Posnania Poznań Paweł Baraszkiewicz Daniel Jędraszko Przemysław Kaczmarek Radosław Sikorski | 3:41,55 | AZS AWF Gorzów Wlkp. II Piotr Okuniewski Dawid Markowski Tomasz Wandzik Karol Rogoziński | 3:46,06 |

#### Kajaki
| Konkurencja | Złoto                                                                                | Czas    | Srebro                                                                                | Czas    | Brąz                                                                                    | Czas    |
| K-1 200 m   | Marek Twardowski (Sparta Augustów)                                                   | 36,50   | Piotr Siemionowski (Zawisza Bydgoszcz)                                                | 37,14   | Marcin Nickowski (AZS AWF Gorzów Wlkp.)                                                 | 37,70   |
| K-1 500 m   | Marek Twardowski (Sparta Augustów)                                                   | 1:40,22 | Tomasz Olszewski (Posnania Poznań)                                                    | 1:40,90 | Przemysław Gawrych (Posnania Poznań)                                                    | 1:41,51 |
| K-1 1000 m  | Adam Seroczyński (Posnania Poznań)                                                   | 3:48,10 | Krzysztof Łuczak (Posnania Poznań)                                                    | 3:49,21 | Tomasz Olszewski (Posnania Poznań)                                                      | 3:51,78 |
| K-2 200 m   | Marek Twardowski Adam Wysocki (Sparta Augustów)                                      | 34,51   | Piotr Siemionowski Sylwester Pawlak (Zawisza Bydgoszcz)                               | 34,94   | Jakub Cebula Marcin Nickowski (AZS AWF Gorzów Wlkp.)                                    | 35,55   |
| K-2 500 m   | Marek Twardowski Adam Wysocki (Sparta Augustów)                                      | 1:32,39 | Jakub Cebula Marcin Nickowski (AZS AWF Gorzów Wlkp.)                                  | 1:32,88 | Krzysztof Łuczak Łukasz Jędzrzejczak (Posnania Poznań)                                  | 1:33,66 |
| K-2 1000 m  | Marek Twardowski Adam Wysocki (Sparta Augustów)                                      | 3:31,06 | Paweł Baumann Mariusz Kujawski (Zawisza Bydgoszcz)                                    | 3:32,32 | Jakub Cebula Marcin Nickowski (AZS AWF Gorzów Wlkp.)                                    | 3:34,02 |
| K-4 200 m   | Zawisza Bydgoszcz Sylwester Pawlak Paweł Baumann Mariusz Kujawski Piotr Siemionowski | 32,58   | Sparta Augustów Patryk Grygo Michał Poniatowski Marek Twardowski Adam Wysocki         | 33,03   | Posnania Poznań Wojciech Gawronek Łukasz Przybył Mateusz Gorzkiewicz Mateusz Olejniczak | 33,42   |
| K-4 500 m   | Zawisza Bydgoszcz Sylwester Pawlak Mariusz Kujawski Paweł Baumann Rafał Maroń        | 1:24,45 | Posnania Poznań I Adam Seroczyński Tomasz Olszewski Krzysztof Łuczak Łukasz Jędrzejak | 1:24,94 | Posnania Poznań II Wojciech Gawronek Ernest Łatkowski Łukasz Przybył Jakub Siast        | 1:25,42 |
| K-4 1000 m  | Zawisza Bydgoszcz Sylwester Pawlak Paweł Baumann Mariusz Kujawski Piotr Siemionowski | 3:07,25 | Posnania Poznań Adam Seroczyński Tomasz Olszewski Krzysztof Łuczak Jakub Siast        | 3:09,36 | AZS AWF Gorzów Wlkp. Jakub Cebula Marcin Nickowski Rafał Soliński Łukasz Imianowski     | 3:10,58 |

### Kobiety

#### Kajaki
| Konkurencja | Złoto                                                                                    | Czas    | Srebro                                                                                         | Czas    | Brąz                                                                                       | Czas    |
| K-1 200 m   | Marta Walczykiewicz (Posnania Poznań)                                                    | 42,55   | Monika Borowicz (Posnania Poznań)                                                              | 43,54   | Karolina Naja (MOSM Tychy)                                                                 | 44,23   |
| K-1 500 m   | Apolonia Siwińska (Spójnia Warszawa)                                                     | 1:57,62 | Ewelina Wojnarowska (Warta Poznań)                                                             | 1:57,99 | Anna Górzyńska (UKS Kormoran Bydgoszcz)                                                    | 1:46,96 |
| K-1 1000 m  | Apolonia Siwińska (Spójnia Warszawa)                                                     | 4:24,12 | Anna Górzyńska (UKS Kormoran Bydgoszcz)                                                        | 4:27,54 | Ewelina Wojnarowska (Warta Poznań)                                                         | 4:27,97 |
| K-2 200 m   | Monika Borowicz Marta Walczykiewicz (Posnania Poznań)                                    | 41,44   | Paulina Wiewióra Apolonia Siwińska (Spójnia Warszawa)                                          | 43,33   | Alicja Suchecka Małgorzata Chojnacka (Posnania Poznań}                                     | 44,07   |
| K-2 500 m   | Monika Borowicz Małgorzata Chojnacka (Posnania)                                          | 1:47,43 | Alicja Suchecka Marta Walczykiewicz (Posnania)                                                 | 1:48,91 | Paulina Wiewióra Apolonia Siwińska (Spójnia Warszawa)                                      | 1:50,48 |
| K-2 1000 m  | Paulina Wiewióra Apolonia Siwińska (Spójnia Warszawa)                                    | 4:05,70 | Małgorzata Chojnacka Alicja Suchecka (Posnania Poznań)                                         | 4:06,84 | Sandra Pawełczak Magdalena Krukowska (UKS Kopernik Bydgoszcz)                              | 4:10,18 |
| K-4 200 m   | Posnania Poznań Małgorzata Chojnacka Monika Borowicz Marta Walczykiewicz Alicja Suchecka | 38,20   | Spójnia Warszawa Apolonia Siwińska Antonina Siwińska Ewelina Staniszewska Paulina Wiewióra     | 39,58   | Warta Poznań Ewelina Wojnarowska Ewa Bresińska Paula Chudzińska Monika Sarnowska           | 40,42   |
| K-4 500 m   | Posnania Poznań Małgorzata Chojnacka Monika Borowicz Marta Walczykiewicz Zyta Zydorczak  | 1:38,75 | UKS Kopernik Bydgoszcz Magdalena Krukowska Sandra Pawełczak Karolina Wysocka Beata Mikołajczyk | 1:41,59 | Spójnia Warszawa Apolonia Siwińska Antonina Siwińska Ewelina Staniszewska Paulina Wiewióra | 1:45,03 |
| K-4 1000 m  | Posnania Poznań Małgorzata Chojnacka Monika Borowicz Marta Walczykiewicz Alicja Suchecka | 3:37,56 | UKS Kopernik Bydgoszcz Sandra Pawełczak Karolina Wysocka Magdalena Krukowska Beata Mikołajczyk | 3:39,39 | Spójnia Warszawa Paulina Wiewióra Ewelina Staniszewska Apolonia Siwińska Antonina Siwińska | 3:47,25 |
| C-1 200 m   | Maja Madziewicz (OKS Olsztyn)                                                            | 1:03,48 | Marta Choromańska (OKSW Olsztyn)                                                               | 1:07,33 | Magda Stanny (MOSM Tychy)                                                                  | 1:19,78 |
| C-2 200 m   | Maja Madziewicz Ewa Mieczkowska (OKS Olsztyn)                                            | 1:03,23 | Marta Choromańska Kalina Robak (OKSW Olsztyn)                                                  | 1:08,09 | Patrycja Kasprzak Hanna Kasprzak (Posnania Poznań)                                         | 1:16,69 |